# Alconaba
Alconaba ist ein Ort und eine kleine Gemeinde (municipio) mit nur 199 Einwohnern (Stand: 2024) im Osten der nordspanischen Provinz Soria in der Autonomen Gemeinschaft Kastilien-León. Zur Gemeinde gehören neben dem Hauptort Alconaba auch die Ortschaften Cubo de Hogueras, Martialay und Ontalvilla de Valcorba.

## Lage
Alconaba liegt ungefähr acht Kilometer (Fahrtstrecke) südöstlich der Provinzhauptstadt Soria in einer Höhe von ca. 1005 m. Das Klima im Winter ist kühl, im Sommer dagegen durchaus warm; die geringen Niederschläge (ca. 511 mm/Jahr) fallen – mit Ausnahme der eher regenarmen Sommermonate – verteilt übers ganze Jahr.

## Bevölkerungsentwicklung
| Jahr      | 1970 | 1981 | 1991 | 2001 | 2011 | 2021 |
| Einwohner | 254  | 182  | 169  | 178  | 201  | 196  |

Der deutliche Bevölkerungsrückgang im 20. Jahrhundert ist im Wesentlichen auf die Mechanisierung der Landwirtschaft und den damit einhergehenden Verlust an Arbeitsplätzen zurückzuführen.

## Sehenswürdigkeiten
- Marienkirche in Alconaba
- Justus-und-Pastor-Kirche in Martialay
- Kreuzkirche in Ontalvilla de Valcorba